# Brita Assmund
Brita Hansdotter Assmund, död 1737, var en svensk företagare. 
Hon var gift med Matthias Assmundsson (d. 1706). Efter sin makes död 1706 övertog hon handelshuset. Det var ett av Göteborgs största handelshus. Hon skötte det till sin egen död trettioett år senare, och lämnade den i arv till sin dotter Maria Jürgensson. 